# Michael Schulz (1961)
Michael Schulz (Hitzacker, 3 september 1961) is een (West-)Duits voormalig voetballer die speelde als verdediger.

## Carrière
Schulz maakte in 1984 zijn profdebuut voor VfB Oldenburg en speelde er tot in 1987. Hij maakte in 1987 de overstap naar 1. FC Kaiserslautern waar hij speelde tot in 1989. In 1989 trok hij naar Borussia Dortmund waar hij vijf seizoenen speelde. Van 1994 tot 1997 speelde hij nog bij Werder Bremen.
Hij speelde zeven interlands voor Duitsland waarmee hij deel nam aan het EK voetbal 1992 waar ze tweede werden.

## Erelijst
- Borussia Dortmund
  - Duitse supercup: 1989
- Werder Bremen
  - Duitse supercup: 1994
- Duitsland
  - Olympische Spelen:  1988
  - EK voetbal:  1992

1 Illgner ·
2 Reuter ·
3 Brehme  ·
4 Kohler ·
5 Binz ·
6 Buchwald ·
7 Möller ·
8 Häßler ·
9 Völler ·
10 Doll ·
11 Riedle ·
12 Köpke ·
13 Thom ·
14 Helmer ·
15 Frontzeck ·
16 Sammer ·
17 Effenberg ·
18 Klinsmann ·
19 Schulz ·
20 Wörns ·
Coach: Vogts